# Worst-Case Scenario
Worst-Case Scenario ist eine Survival-Fernsehserie von Bear Grylls auf dem Discovery Channel. Bear Grylls zeigt in der Serie, wie man sich in verschiedenen Extremsituationen verhält. Angefangen bei Autounfällen, Bootsunglücken und Hausbränden, über Selbstverteidigung und erste Hilfe bis hin zu Naturkatastrophen.
Die Serie lief im deutschen Fernsehen vom 28. Oktober bis 11. Dezember 2010 auf DMAX.

## Episodenliste
|    | Englischer Titel                         | Deutscher Titel                   |
| -- | ---------------------------------------- | --------------------------------- |
| 1  | Car Fire/Boating Accident                | Im brennenden Auto                |
| 2  | Downed Powerline/Dog Attack              | Bissige Hunde                     |
| 3  | Sinking Car/Rattlesnake Encounter        | Begegnung mit der Klapperschlange |
| 4  | Earthquake Escape                        | Wenn die Erde bebt                |
| 5  | Car Brakes Fail/Physical Attack          | Bremsversagen                     |
| 6  | Trapped in Extreme Cold                  | Extreme Kälte                     |
| 7  | Desert Breakdown/Tarantula               | Verloren in der Wüste             |
| 8  | Elevator Plunge/Blackout                 | Absturz im Aufzug                 |
| 9  | Mountain Bike Disaster/Run For Your Life | Mountainbike Crash                |
| 10 | Road Rage/Panicked Crowd Stampede        | Massenpanik                       |
| 11 | Toxic Gas Leak/Man on Fire               | Feueralarm                        |
| 12 | Home Break In/Terror Threat              | Der Anschlag                      |

## Weblink
- Worst Case Scenario bei IMDb